# 허상만
허상만(許祥萬, 1943년 10월 12일 ~ )은 순천대학교 교수와 제3대 총장을 지낸 대한민국의 농업과학자이며, 제54대 농림부 장관을 역임하였다. 본관은 양천이며, 전라남도 순천 출신이다.

## 생애
전남대학교대학원에서 농학과학 박사학위를 취득했고, 일본 미야자키 대학과 몽골 국립과학원에서 명예박사학위를 받았다. 1972년부터 순천대학교에서 교수생활을 시작했다. 교수재임시절, 미국 미주리대학교 초청교수와 일본 큐슈대 초청교수를 역임했다. 또한 순천대학교 교수로 활동하면서 그린순천21추진협의회 상임의장, 순천경실련공동대표로 지역시민사회운동에 앞장섰다.
1998년 국립순천대학교 제3대 민선총장에 취임했고 김대중 대통령으로부터 임명장을 받았다. 2003년에는 노무현정부에서 제54대 농림부 장관으로 1년 5개월여동안 재직했다. 2005년 제12대 한국학술진흥재단 이사장으로 임명됐다. 국가와 시민사회에 대한 공로로 참여정부로부터 청조근정훈장을 수상했다.
현재 순천대학교 석좌교수이다.

## 학력
- 1983~1986년 전남대학교 대학원 농학 박사
- 2001년 10월 미야자키대학교 명예박사
- 2006년 11월 몽골과학원 명예박사

## 경력
- 1972∼1982년 순천농업전문대학 교수
- 1982∼2000년 순천대 농과대학 교수
- 1983년 일본 九州大 초청교수
- 1997년 미국 미주리대 초청교수
- 1998∼2002년 제3대 국립순천대학교 총장
- 2000년 몽골국립농업대 명예교수(현)
- 2003∼2005년 제54대 농림부 장관
- 2003∼2005년 국가과학기술위원회 위원
- 2005∼2008년 제12대 한국학술진흥재단 이사장
- 2006∼2008년 대통령자문 정책기획위원
- 2006∼2008년 연구지원기관장혁신포럼 의장
- 2006~ 순천대학교 석좌교수